# Michaela de Habsbourg
Michaela de Habsbourg (Michaela Maria Madeleine Kiliana Habsburg-Lothringen) née le 13 septembre 1954 à Wurtzbourg,, est la sœur jumelle de Monika de Habsbourg et la fille d'Otto de Habsbourg-Lorraine et de la princesse Regina de Saxe-Meiningen. 

## Jeunesse
Michaela de Habsbourg est née à Würzburg, en Bavière, troisième enfant d'Otto de Habsbourg-Lorraine, le prince héritier d'Autriche et de Hongrie, et de son épouse, la princesse Regina de Saxe-Meiningen, elle est la sœur jumelle de Monika de Habsbourg.  Elle a été élevée au domicile de ses parents en exil à la Villa Austria, à Pöcking en Bavière.

## Mariages et descendance
Elle a épousé Eric Henry Alba-Teran d'Antin (21 mai 1920 à Mexico - 9 juillet 2004 à New York Mills) le 14 janvier 1984 à Antón au Panama. Ils ont divorcé en 1994. 
Après son divorce, elle a épousé le comte Hubertus von Kageneck (né le 10 août 1940 à Wittlich), fils du comte Franz Joseph von Kageneck et de la princesse Elisabeth Maria de Bavière, le 22 octobre 1994 à Naples, en Floride. C'était le quatrième mariage du comte Hubertus. Ils ont divorcé en 1998. 
Elle a cependant trois enfants nés de son premier mariage avec Eric Alba-Teran d'Antin : 
- Marc Juan Alba-Teran d'Antin (né le 7 mai 1984 à Panama), a épousé en 2012 Tricia Johnston
- Carla Regina Alba-Teran d'Antin (née le 19 août 1987 à New York)
- Justin Christopher Alba-Teran d'Antin (né le 10 février 1989 à New York), a épousé en 2019 Irene Salander

## Titres et honneurs

### Titulature
- 13 septembre 1954 - présent : Son Altesse Impériale et Royale l'Archiduchesse Michaela d'Autriche, princesse de Hongrie, Bohême et Croatie

### Distinctions
- Maison de Habsbourg: Dame première classe de l'Ordre de la Croix étoilée[5],[6],[7]
- Duché de Parme : Dame de l'Ordre sacré et militaire constantinien de Saint-Georges[8]